# مسجد يوسف إسحاق
مسجد يوسف إسحاق (بالإنجليزية: Masjid Yusof Ishak)‏ هو مسجد جديد في سنغافورة. أعلن عنه رئيس الوزراء السنغافوري، السيد لي هسين لونغ يقع في مدينة وودلاند. وسُمي المسجد باسم رئيس سنغافورة الأول يوسف بن إسحاق.
افتتح المسجد رسميا في الرابع عشر من أبريل/نيسان عام 2017 من قبل أرملة الرئيس السابق، بحضور عدد من الضيوف والزوار ومن ضمنهم رئيس وزراء لي هسين لونغ والوزير المسؤول عن الشؤون الإسلامية، إبراهيم بن يعقوب.

## الخصائص المعمارية
التكاليف أكثر من 18$ مليون، مسجد يوسف إسحاق هو المسجد السادس والعشرون الذي بني بواسطة صندوق بناية المساجد. التصميم والهندسة المعمارية للمسجد يختلفان عن الخصائص التقليدية للمساجد مع مزج التصميم بتراث «عالم مالاوي». على خلاف المساجد المثالية، ليس للمسجد أعمدة ضخمة أو قبة، وله بدلاً من ذلك نظرة معاصرة جدا وملتمسة من «البيت المالاوي».
إن فضاء الصلاة قادر على احتواء 4,500 مصلي وهو مجهز بالوسائل الضرورية لتلبية حاجات المسنين. يحتوي المسجد على قاعة محاضرات، وغرفة مؤتمرات، وصالة كبيرة للتعليم، وشرفة عالية.